# Плужники
Плужники (укр. Плужники) — село, входит в Яготинский район Киевской области Украины.
Население по переписи 2001 года составляло 111 человек. Почтовый индекс — 07755. Телефонный код — 4575. Занимает площадь 1 км². Код КОАТУУ — 3225582105.

## Известные уроженцы
- Гордиенко, Дмитрий Прокофьевич (1901—1974) — украинский советский писатель.

## Местный совет
07754, Київська обл., Яготинський р-н, с. Капустинці, вул. Миру, 18